# Liste der Monuments historiques in Brandonvillers
Die Liste der Monuments historiques in Brandonvillers führt die Monuments historiques in der französischen Gemeinde Brandonvillers auf.

## Liste der Objekte
| Bezeichnung             | Beschreibung                          | Standort                       | Kennzeichnung | Schutzstatus | Datum | Bild |
| ----------------------- | ------------------------------------- | ------------------------------ | ------------- | ------------ | ----- | ---- |
| Taufbecken              | Stein, 16. Jahrhundert                | in der Kirche St-Michel (Lage) | PM51002247    | Inscrit      | 1975  |      |
| Triumphbogen und -kreuz | Holz, Schmiedeeisen, 18. Jahrhundert  | in der Kirche St-Michel (Lage) | PM51002246    | Inscrit      | 1975  |      |
| Gemälde Heilige Juliane | Ölfarbe auf Leinwand, 17. Jahrhundert | in der Kirche St-Michel (Lage) | PM51002248    | Inscrit      | 1975  |      |